# Ciclismo nos Jogos Sul-Asiáticos de 2006
As competições de ciclismo nos Jogos Sul-Asiáticos de 2006 ocorreram entre 21 e 26 de agosto. Seis provas foram disputadas.

## Calendário
| Agosto   | 14 | 16 | 17 | 18 | 19 | 20 | 21 | 22 | 23 | 24 | 25 | 26 | 27 | 28 | Finais |
| -------- | -- | -- | -- | -- | -- | -- | -- | -- | -- | -- | -- | -- | -- | -- | ------ |
| Ciclismo |    |    |    |    |    |    | 2  |    | 2  |    |    | 2  |    |    | 6      |

## Quadro de medalhas
| Ordem | País      | Medalha de ouro | Medalha de prata | Medalha de bronze |    |
| ----- | --------- | --------------- | ---------------- | ----------------- | -- |
| 1     | Sri Lanka | 5               | 4                | 1                 | 10 |
| 2     | Paquistão | 1               | 1                | 3                 | 5  |
| 3     | Índia     |                 | 1                | 2                 | 3  |
| TOTAL | TOTAL     | 6               | 6                | 6                 | 18 |

## Medalhistas
| Evento                                 | Ouro                                     | Prata                                        | Bronze                                   |
| Estrada masculino                      | SRI Sri Lanka Meemanage Perera           | SRI Sri Lanka Upul Kalahe Lokuge             | PAK Paquistão Dilsher Ali                |
| Estrada feminino                       | SRI Sri Lanka Ayesha Sumanaweera         | SRI Sri Lanka Siriyalatha Wickramasinghe     | PAK Paquistão Rahila Bano                |
| Contra o relógio individual masculino  | SRI Sri Lanka Meemanage Perera           | SRI Sri Lanka Tushita Dinesh Hettiarachchige | SRI Sri Lanka Hemantha Kumara Gonagalage |
| Contra o relógio individual feminino   | SRI Sri Lanka Siriyalatha Wickramasinghe | PAK Paquistão Rahila Bano                    | IND Índia Devi                           |
| Contra o relógio por equipes masculino | PAK Paquistão                            | SRI Sri Lanka                                | IND Índia                                |
| Contra o relógio por equipes feminino  | SRI Sri Lanka                            | IND Índia                                    | PAK Paquistão                            |